# أم حديجان
أم حديجان, شخصية إذاعية قديمة كان يقدمها الفنان عبد العزيز الهزاع في رمضان.